# Gallegos de Argañán
Gallegos de Argañán település Spanyolországban, Salamanca tartományban. Gallegos de Argañán Fuentes de Oñoro, La Alameda de Gardón, Villar de Argañán, Saelices el Chico, Carpio de Azaba és Espeja községekkel határos. Lakosainak száma 264 fő (2024).

## Népesség
A település népessége az elmúlt években az alábbi módon változott:
| Lakosok száma | 404  | 370  | 349  | 338  | 312  | 303  | 279  | 283  | 257  | 264  |
|               | 2001 | 2004 | 2007 | 2009 | 2012 | 2014 | 2017 | 2019 | 2022 | 2024 |